# Пюц, Штефан
Ште́фан Пюц (Пютц, нем. Stephan Pütz; 8 апреля 1987, Мюнхен) — немецкий боец смешанного стиля (ММА), выступает на профессиональном уровне начиная с 2012 года. Известен по боям на турнирах таких организаций как Superior FC, Respect FC, Mix Fight Gala и M-1 Global, бывший чемпион M-1 в полутяжёлой весовой категории.

## Биография
Штефан Пюц родился 8 апреля 1987 года в Мюнхене. В детстве по наставлению отца занимался многими видами спорта, в том числе хоккеем, гандболом, боксом, кикбоксингом, джиу-джитсу.
На профессиональном уровне в боях по смешанным правилам дебютировал в 2012 году, своего первого соперника победил досрочно во втором раунде. В течение полутора лет провёл девять поединков в различных немецких промоушенах, завоевал титулы чемпиона по трём разным версиям: Superior FC, Respect FC и Mix Fight Gala. В феврале 2014 года потерпел первое в карьере поражение, в Дании единогласным решением судей проиграл местному бойцу Йоакиму Кристенсену.
Позже в 2014 году подписал контракт с российской организацией M-1 Global и начал принимать участие в бойцовских турнирах M-1 Challenge. В дебютном поединке сразу же удостоился права оспорить чемпионский титул в полутяжёлом весе, ставший вакантным после завершения карьеры действующего чемпиона Сергея Корнева. В качестве другого претендента выступил россиянин Виктор Немков, их поединок продлился все пять раундов, и в итоге судьи раздельным решением отдали победу Пюцу, в результате чего тот стал новым чемпионом организации.
Между Пюцем и Немковым был запланирован матч-реванш, однако незадолго до боя россиянин получил травму, и его заменил бразилец Луис Фернанду Миранда. Пюц успешно защитил полученный чемпионский пояс, в конце второго раунда провёл на Миранде удушающий приём сзади. В декабре того же года провёл вторую защиту, во втором раунде взял верх над российским проспектом Валерием Мясниковым, добившись во втором раунде технического нокаута.
В мае 2015 года встречался с поляком Марчином Тыбурой, чемпионом M-1 в тяжёлой весовой категории, при этом чемпионские пояса ни того, ни другого бойца на кону не стояли. Первые два раунда прошли ровно, но в третьем Тыбура выглядел усталым, начал пропускать удары в клинче и в итоге из-за образовавшихся на его лице рассечений рефери принял решение остановить бой, засчитав технический нокаут. В декабре того же года проводил третью защиту чемпионского титула М-1 в полутяжёлом весе, матч-реванш с Виктором Немковым продлился все пять раундов, в итоге большинство судей отдали победу Немкову.
После двух побед на M-1 Challenge в феврале 2017 года вновь удостоился оспорить титул чемпиона в полутяжёлом весе, который на тот момент принадлежал уже Рашиду Юсупову. Бой проходил в стойке, в первых двух раунда Юсупов нанёс сопернику серьёзные повреждения, у Пюца открылись опасные рассечения на лице, в результате чего в третьем раунде после врачебного осмотра его секунданты решили выбросить полотенце.

## Статистика ММА (22-5)
| Результат | Рекорд | Соперник                | Способ                                        | Турнир                                        | Дата             | Раунд | Время | Место                        | Примечание                                            |
| --------- | ------ | ----------------------- | --------------------------------------------- | --------------------------------------------- | ---------------- | ----- | ----- | ---------------------------- | ----------------------------------------------------- |
| Победа    | 22-5   | Милош Петрэзек          | Решением (единогласным)                       | OKTAGON 36                                    | 15 октября 2022  | 3     | 5:00  | Франкфурт-на-Майне, Германия |                                                       |
| Победа    | 21-5   | Мартин Завада           | Решением (единогласным)                       | OKTAGON 33                                    | 4 июня 2022      | 3     | 5:00  | Франкфурт-на-Майне, Германия |                                                       |
| Поражение | 20-5   | Виктор Пешта            | Технический нокаут (остановка врачом)         | OKTAGON 28                                    | 25 сентября 2021 | 3     | 5:00  | Прага, Чехия                 | Бой за титул чемпиона OKTAGON MMA в полутяжёлом весе. |
| Победа    | 20-4   | Уолтер Чинко дос Сантос | Удушение ручным треугольником                 | Fair FC 10 Fair Fighting Championship 10      | 3 октября 2020   | 1     | 4:47  | Бохум, Германия              |                                                       |
| Победа    | 19-4   | Рубен Вольф             | Технический нокаут (отказ от продолжения боя) | GMC 24 German MMA Championship 24             | 7 марта 2020     | 3     | 5:00  | Мюнхен, Германия             |                                                       |
| Победа    | 18-4   | Идрис Амижаев           | Технический нокаут (удары)                    | GMC 20 German MMA Championship 20             | 29 июня 2019     | 3     | 1:01  | Берлин, Германия             |                                                       |
| Победа    | 17-4   | Йоахим Кристенсен       | Удушение ручным треугольником                 | GMC 19 German MMA Championship 19             | 23 марта 2019    | 2     | 4:50  | Мюнхен, Германия             |                                                       |
| Победа    | 16-4   | Ян Готтвалд             | Единогласное решение                          | GMC 16 German MMA Championship 16             | 1 сентября 2018  | 5     | 5:00  | Кёльн, Германия              |                                                       |
| Поражение | 15-4   | Хадис Ибрагимов         | Удушение бульдога                             | M-1 Challenge 88 Ismagulov vs. Tutarauli      | 22 февраля 2018  | 3     | 2:12  | Москва, Россия               |                                                       |
| Поражение | 15-3   | Рашид Юсупов            | Технический нокаут (остановка углом)          | M-1 Challenge 74 (титульный бой)              | 18 февраля 2017  | 3     | 3:26  | Санкт-Петербург, Россия      |                                                       |
| Победа    | 15-2   | Маркус Винисиус Лопес   | Удушающий приём сзади со спины                | M-1 Challenge 71                              | 21 октября 2016  | 3     | N/A   | Санкт-Петербург, Россия      |                                                       |
| Победа    | 14-2   | Андрей Селедцов         | Единогласное решение судей                    | M-1 Challenge 66                              | 27 мая 2016      | 3     | 5:00  | Оренбург, Россия             |                                                       |
| Поражение | 13-2   | Виктор Немков           | Решение большинства судей                     | M-1 Challenge 63 (3-я защита титула)          | 4 декабря 2015   | 5     | 5:00  | Санкт-Петербург, Россия      |                                                       |
| Победа    | 13-1   | Марчин Тыбура           | Технический нокаут (остановка врачом)         | M-1 Challenge 57                              | 2 мая 2015       | 3     | 3:48  | Оренбург, Россия             |                                                       |
| Победа    | 12-1   | Валерий Мясников        | Технический нокаут ударами руками             | M-1 Challenge 54 / ACB 12 (2-я защита титула) | 17 декабря 2014  | 2     | 3:13  | Санкт-Петербург, Россия      |                                                       |
| Победа    | 11-1   | Луис Фернанду Миранда   | Удушающий приём сзади со спины                | M-1 Challenge 50 (1-я защита титула)          | 15 августа 2014  | 2     | 4:31  | Санкт-Петербург, Россия      |                                                       |
| Победа    | 10-1   | Виктор Немков           | Раздельное решение судей                      | M-1 Challenge 46 (титульный бой)              | 14 марта 2014    | 5     | 5:00  | Санкт-Петербург, Россия      |                                                       |
| Поражение | 9-1    | Йоаким Кристенсен       | Единогласное решение судей                    | European MMA 8                                | 22 февраля 2014  | 3     | 5:00  | Брённбю, Дания               |                                                       |
| Победа    | 9-0    | Тассило Лар             | Технический нокаут отказ от продолжения       | Respect Fighting Championship 10              | 28 сентября 2013 | 3     | 5:00  | Вупперталь, Германия         |                                                       |
| Победа    | 8-0    | Давид Базяк             | Решение большинства судей                     | TFS: Mix Fight Gala 14                        | 15 июня 2013     | 3     | 5:00  | Дармштадт, Германия          |                                                       |
| Победа    | 7-0    | Александер Нойфанг      | Технический нокаут ударами руками             | Respect Fighting Championship 9               | 13 апреля 2013   | 3     | 3:21  | Дормаген, Германия           |                                                       |
| Победа    | 6-0    | Джерри Нельсон          | Единогласное решение судей                    | Kombat Komplett 8                             | 2 февраля 2013   | 5     | 5:00  | Баумхольдер, Германия        |                                                       |
| Победа    | 5-0    | Нильс Вернерсбах        | Технический нокаут (остановка углом)          | SFC 12: Tournament 2012 Part V                | 24 ноября 2012   | 4     | 0:00  | Майнц, Германия              |                                                       |
| Победа    | 4-0    | Данни Штрицке           | Болевой приём рычаг локтя                     | FW: Fightland Gala IV                         | 27 октября 2012  | 3     | 2:10  | Виттен, Германия             |                                                       |
| Победа    | 3-0    | Саша Эрнст              | Удушающий приём сзади со спины                | SFC 11: Tournament 2012 Part IV               | 15 сентября 2012 | 2     | 1:23  | Дюрен, Германия              |                                                       |
| Победа    | 2-0    | Марио Терзич            | Болевой приём рычаг локтя                     | Max FC 7: MMA Monster                         | 25 августа 2012  | 1     | 2:31  | Ольтен, Швейцария            |                                                       |
| Победа    | 1-0    | Рубен Вольф             | Технический нокаут (остановка углом)          | SFC 9: Tournament 2012 Part 2                 | 31 марта 2012    | 2     | 4:16  | Гёппинген, Германия          |                                                       |